# Spècula
Spècula és una editorial independent catalana de ciència-ficció, terror i fantasia —és a dir, ficció especulativa— activa d'ençà del 2022. És un projecte promogut per Llibres del Delicte, que publica literatura negra, i dirigit per l'escriptor Jordi Casals. L'editorial apostarà exclusivament per escriptors en llengua catalana i traurà al mercat quatre llibres l'any. Entre d'altres, publicarà Inés Macpherson i Isabel del Río.